# Język kiribati
Język kiribati (wymawiane: kiribas, inna nazwa: język gilbertański, także: język tungaru) – język mikronezyjski (z grupy języków oceanicznych) używany przez mieszkańców wysp Kiribati oraz Fidżi, Nauru i Wysp Cooka, a także mniejszości narodowe w USA i Tokelau. W państwie Kiribati ma status języka urzędowego. Posługuje się nim 120 tys. osób.
Wyróżnia się w nim dwa główne dialekty, północny i południowy, a także kilka drobniejszych gwar lokalnych, m.in.: tarawa.
Jest zapisywany alfabetem łacińskim, dostosowanym do dźwięków kiribati. Alfabet składa się z 13 liter, 10 dwuznaków i 1 trójznaku. 

## Fonetyka
W języku kiribati występuje 13 spółgłosek oraz 10 samogłosek.
|             | Dwu‐ wargowe | Dwu‐ wargowe | Dzią‐ słowe | Miękko‐ podnie‐ bienne |
| ----------- | ------------ | ------------ | ----------- | ---------------------- |
| Nosowe      | m ː          | mˠ           | n ː         | ŋ ː                    |
| Zwarte      | p            | pˠ           | t1          | k                      |
| Szczelinowe |              | βˠ           |             |                        |
| Uderzeniowe |              | βˠ           | ɾ           |                        |

|                | Przednie | Tylne |
| -------------- | -------- | ----- |
| Przymknięte    | i ː      | u ː   |
| Półprzymknięte | e ː      | o ː   |
| Otwarte        | a        | a     |

## Gramatyka

### Rzeczownik
Rzeczownik można stworzyć poprzez dodanie przedimka te przed jakikolwiek czasownik/przymiotnik. Przykłady:
- nako (iść)
- te nako (pójście)
- uraura (czerwony)
- te uraura (czerwień)

Rzeczowniki odmienia się przez liczbę. Liczbę mnogą tworzymy poprzez podwojenie pierwszej samogłoski:
- te boki (książka)
- booki (książki)

Płeć biologiczna może być zaznaczona poprzez dodanie poimka mm’aane (rodzaj męski) lub aiine (rodzaj żeński) po rzeczowniku:
- te moa (kurczak)
- te moa mm’aane (kogut)
- te moa aiine (kura)

Dla rzeczowników „ludzkich” można użyć łącznika n:
- ataei (dziecko)
- ataeinimm’aane (chłopiec)
- ataeinnaiine (dziewczynka)

Agens jest wyrażany poprzez dodanie partykuły tia (liczba pojedyncza) lub taan(i) (liczba mnoga).

### Przedimek
Przedimek te w liczbie pojedynczej oraz taian w liczbie mnogiej nie jest określony, ani nieokreślony. Zaznacza on, iż następny wyraz jest rzeczownikiem oraz stanowi wykładnik liczby.
|           | Rodzaj męski        | Rodzaj żeński |
| --------- | ------------------- | ------------- |
| Przedimek | te (tem, ten, teng) | nei           |

Przedimki osobowe stosuje się do nazw własnych. Formę męską 'te' stosuje się przed imionami zaczynającymi się na <i, u, w, b', ng>, 'tem' przed <b, m>, 'ten' przed <a, e, o, n, r, t> oraz 'teng' przed <k, (ng)>.

### Zaimek
Zaimki przybierają różne formy w zależności od przypadka gramatycznego: mianownik (podmiot), biernik (dopełnienie), zaimek emfatyczny (jak myself, herself, yourself w języku angielskim), dopełniacz (dzierżawczy).
|    | Mianownik | Biernik  | Zaimek emfatyczny | Dopełniacz | Sufiksy dzierżawcze |
| -- | --------- | -------- | ----------------- | ---------- | ------------------- |
| 1S | i, n      | -ai      | ngai              | au         | -u                  |
| 2S | ko        | -ko      | ngkoe             | am         | -m                  |
| 3S | e         | -a       | ngaia             | ana        | -na/n               |
| 1P | ti        | -ira     | ngaira            | ara        | -ra                 |
| 2P | kam       | -ngkamii | ngkamii           | amii       | -mii                |
| 3P | a         | -ia/i    | ngaiia            | aia        | -ia                 |

## Alfabet
Jest zapisywany alfabetem łacińskim, dostosowanym do dźwięków kiribati. Alfabet składa się z 13 liter, 10 dwuznaków i 1 trójznaku.
| Litera/dwuznak/trójznak | A   | AA   | B   | BW   | E   | EE   | I   | II   | K   | M   | MM   | MW   | N   | NN   | NG  | NGG  | O   | OO   | R   | T   | U   | UU   | W    |
| Wymowa (IPA)            | /a/ | /aː/ | /p/ | /pˠ/ | /e/ | /eː/ | /i/ | /iː/ | /k/ | /m/ | /mː/ | /mˠ/ | /n/ | /nː/ | /ŋ/ | /ŋː/ | /o/ | /oː/ | /ɾ/ | /t/ | /u/ | /uː/ | /βˠ/ |

### Historia
Język kiribati po raz pierwszy zapisano ok. połowy XIX wieku. Za utworzenie wersji alfabetu łacińskiego dla tego języka odpowiada protestancki duchowny Hiram Bingham Jr., który przybył na Wyspy Gillberta w 1857 roku. Jest on również twórcą tłumaczenia Biblii na język kiribati. Ortografia tego języka została ustandaryzowana w połowie lat 70. XX wieku przez Kiribati Language Board.